# Козенкова Валентина Іванівна
Валентина Іванівна Козенкова (нар. 17 листопада 1931, присілок Нові Широкі, Західна область) — радянська і російська вчена, історик-археолог, провідний науковий співробітник відділу скіфо-сарматської археології Інституту археології РАН, кавказознавець, доктор історичних наук. Сфера основних наукових інтересів: епоха бронзи і ранньої залізної доби в Євразії, кобанская культура. Є авторкою 12 монографій та близько 160 наукових статей (ряд яких видані, крім СРСР/Росії, в Німеччині, Великій Британії, Болгарії, Угорщини).

## Життєпис
В. І. Козенкова народилася в селянській сім'ї у присілку Нові Широкі, але вже від двох років вона з батьками жила на робочій околиці Москви між Дангаверівською слободою і Лефортово, поряд із Володимирським трактом. Зі школи В. І. Козенкова відчувала любов до читання, з якої виріс інтерес до давньої історії, і 1951 року вона обрала для вступу історичний факультет МДУ. Після першого курсу вона взяла участь в археологічній експедиції академіка О. П. Окладникова, працювала в загоні М. М. Дикова з дослідження неолітичних поселень на островах Лісовий і Сосновий на річці Ангара. В 1953 і 1954 роках Валентина Іванівна працювала в Киргизькій експедиції під керівництвом Л. Р. Кизласова в Чуйській долині на розкопках стародавнього Баласагуна. Закінчивши 1955 року МДУ, В. І. Козенкова, як фахівець із середньовічної археології Середньої Азії, поїхала за розподілом на роботу в Андижан (Узбекистан), де пропрацювала протягом 1955—1959 років, перебуваючи на посаді завідуваки відділу Андижанського краєзнавчого музею в званні старшої наукової співробітниці. У ці роки вона кілька разів очолювала експедиції музею у Ферганській долині. 1959 року В. І. Козенкова повернулася до Москви, де, в силу низки обставин, була змушена змінити наукову тематику. Від 1960 року вона працювала в московському Інституті археології РАН, у наукових званнях від лаборантки і молодшої наукової співробітниці, до старшої, а пізніше провідної наукової співробітниці і консультантки. Брала участь у громадській діяльності, в 1970-ті роки була членом профкому ІА РАН. Брала участь і організовувала багато археологічних експедицій у Сибір, Середню Азію, на Північний Кавказ, Краснодарський і Ставропольський краї (від 1952 до 1978 року). Протягом 1963—1975 років працювала начальницею Передгірного загону Північно-Кавказької археологічної експедиції (ПКАЕ), протягом 1976—1977 років — начальницею Чечено-Інгушського загону ПКАЕ, в 1977—1978 роках — начальницею Учкекенського загону ПКАЕ (Карачаєво-Черкесія). В даний час[коли?] Валентина Іванівна плідно бере участь у роботі Вченої ради Державного музею Сходу, рецензує твори колег, консультує молодих археологів і продовжує писати сама.

## Наукова діяльність
Вчителями В. І. Козенкової були Л. Р. Кизласов, Є І. Крупнов, О. П. Окладников, Б. О. Рибалок, Б. Б. Піотровський, Б. А. Латинін, Б. А. Литвинський, А. В. Арциховський, С. В. Кисельов, Б. М. Граков, С. П. Толстов. Основні дати наукової діяльності:
- 1962-1972 роки — вчена секретарка групи кавказької археології.
- 1969 — кандидатська дисертація: «Кобанська культура на території Чечено-Інгушетії» (науковий керівник Є. І. Крупнов), матеріали і висновки цієї роботи увійшли до перших двох монографій В. І. Козенкової, які вийшли 1977 і 1982 року.
- від 1974 року — член оргкомітету з проведення спочатку регіональних, а в наступні роки Всеросійських і Міжнародних конференцій з археології Північного Кавказу «Крупновські читання».
- від 1979 року — учена секретарка сектору скіфо-сарматської археології.
- 1980-1991 роки — відповідальна секретарка журналу «Радянська археологія[ru]» і член редколегії журналу.
- 1990 рік — докторська дисертація: «Великий Кавказ у XIV—IV ст. до н. е. (кобанська культура: модель тисячоліття розвитку)».
- від 2002 року — член вченої ради Державного музею мистецтва народів Сходу.
- від 2006 року — почесна член оргкомітету Археологічного форуму «Крупновських читань».

## Публікації

### Монографії
- Кобанская культура (восточный вариант) (САИ. Вып. В2-5. Т. 1, Глав. ред. Б. А. Рыбаков). — М., 1977.
- Типология и хронологическая классификация предметов кобанской культуры (восточный вариант) (САИ. Вып. В2-5. Т. 2, Глав. ред. Б. А. Рыбаков). — М., 1982.
- Кобанская культура. Западный вариант (САИ. Вып. В2-5. Т. 3). — М., 1989.
- Kozenkova V. I. Seržen-Yurt. Ein Friedhof der späten Bronze und frühen Eisenzeit im Nordkaukasus (KAVA. AVA-Materialien. Band 48). — Mainz am Rhein, 1992.
- Оружие, воинское и конское снаряжение племен кобанской культуры. Западный вариант (систематизация и хронология) (САИ. Вып. В2-5. Т. 4). — М., 1995.
- Культурно-исторические процессы на Северном Кавказе в эпоху поздней бронзы и в раннем железном веке (узловые проблемы происхождения и развития кобанской культуры). — М., 1996.
- Материальная основа быта кобанских племен. Западный вариант (САИ. Вып. В2-5. Т. 5). — М., 1998.
- Поселок-убежище кобанской культуры у аула Сержень-Юрт как исторический источник (Северный Кавказ). — М.: «Наука», 2001.
- У истоков горского менталитета (Могильник кобанской культуры у аула Сержень-Юрт, Чечня) (Материалы по изучению историко-культурного наследия Северного Кавказа. Вып. III). — М., 2002.
- Биритуализм в погребальном обряде древних «кобанцев». Могильник Терезе конца XII—VIII вв. до н. э. (Материалы по изучению историко-культурного наследия Северного Кавказа. Вып. V). — М., 2004.

### Статті
- Древние основы культурного наследия нахского этноса (к истокам горского менталитета). — М., 2002.
- Специфика некоторых атрибутов костюма древних «кобанцев» как показатель процесса миграций // Северный Кавказ и мир кочевников в раннем железном веке. МИАР. № 8. — М., 2007.
- О процессах пространственной подвижности границ ареала кобанской культуры // Проблемы современной археологии. МИАР. № 10. — М., 2008.
- Кобанская культура Кавказа: генетические корни и условия формирования (третья четверть II тыс. до н. э.) // Историко-археологический альманах (Армавирского краеведческого музея), вып. 1. — Армавир-Москва, 1995. (совместно с Мошинским А. П.)

## Нагороди
- почесний знак «Ударник 9 п'ятирічки» (1975)
- почесні грамоти Президії АН СРСР (1974, 1987, 1989)
- медаль «Ветеран праці» (1987)
- медаль «У пам'ять 850-річчя Москви» (1997)